# NGC 6698
NGC 6698 is een open sterrenhoop in het sterrenbeeld Boogschutter. Het hemelobject werd op 12 juli 1784 ontdekt door de Duits-Britse astronoom William Herschel.